# Jens Jensen (football)
Pour les articles homonymes, voir Jensen et Jens Jensen.
Jens Jensen, né le 15 novembre 1890 et mort le 16 novembre 1957, est un footballeur danois.

## Biographie
Il reçoit une sélection en équipe du Danemark le 10 octobre 1920. Il s'agit d'un match amical disputé contre la Suède à Stockholm (victoire 0-2).

## Palmarès
Boldklubben 1903
- Championnat du Danemark (2) :
  - Champion : 1919-20 et 1923-24.